# Рева (княжество)

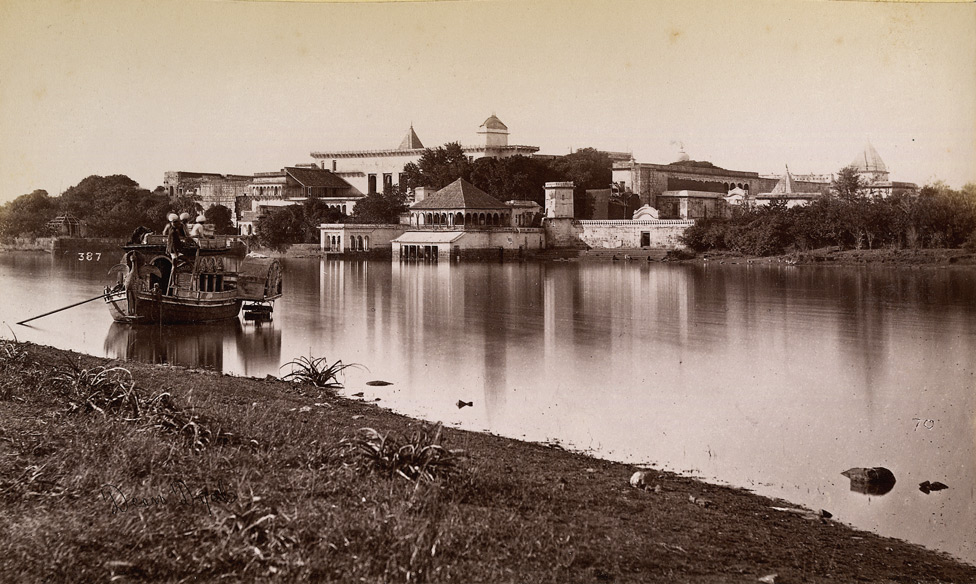
Дворец Говиндгарха Махараджи Ревы в 1882 году

Флаг княжества Рева в 19 веке

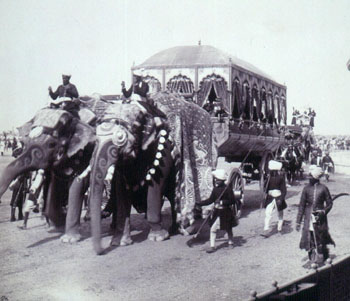
Карета, запряженная слонами, 2-го махараджи Ревы, Делийский дарбар, 1903 год.

Княжество Рева, также известное как Ревах — туземное княжество Британской Индии с одноименной столицей.
Имея площадь около 34000 км2 (13 000 кв. миль), Рева была крупнейшим княжеским государством в Агентстве Багелкханд и вторым по величине в Агентстве Центральной Индии. Рева также был третьим по богатству княжеством в Центральной Индии, со средним доходом в 2,9 миллиона рупий в 1901 году. Британский политический агент Багелкханда проживал в Сатне, на Восточно-Индийской железной дороге. Агентство «Багелкханд» было распущено в 1933 году, после чего княжество Рева было передано в ведение резидентуры в Индауре.

## История
Согласно легенде, княжество Рева было основано около 1140 года. 5 октября 1812 года он стал британским протекторатом. В период с 1 апреля 1875 года по 15 октября 1895 года княжество Рева оставалась под прямым колониальным управлением Британской Индии.
Правитель Ревы правил из Бандхавгарха во время правления Раджи Вьягры Дева, который был прямым потомком гуджаратского короля-воина Вира Дхавала. В середине 1550-х годов Раджа Рамачандра Сингх Багела содержал музыкально одаренный двор, в том числе легендарного Тансена. В 1617 году Махараджа Викрамадитья Сингх перенес свою столицу в Реву. Махараджа Мартанд Сингх был последним правителем Ревы, который присоединился к Индийскому союзу после того, как страна стала Индией.
Могольский император Акбар Великий получил убежище в Реве в возрасте 10 лет, когда его отец Хумаюн бежал из Индии после поражения в войне с афганцами. Принц Рамчандра Сингх и Акбар росли вместе как царственные наследники. Махараджа Рамчандра Сингх и Акбар остались друзьями. Две Навратны Акбара, Тансен и Бирбал (первоначально названные Махеш Дас) были посланы из Ревы Махараджей Рамчандрой Сингхом, как только Акбар стал императором Индии.
Рева был первым княжеским государством в Индии, провозгласившим хинди национальным языком, во времена Махараджи Гулаба Сингха. Ему также приписывают провозглашение первого ответственного правительства в современной Индии, предоставившего гражданам штата Рева право оспаривать решения своего монарха.
Государство перешло под британский сюзеренитет в 1812 году и оставалось княжеским государством в составе британского владычества вплоть до обретения Индией независимости в 1947 году.
Во время длительного правления Раджи Венката Рамана Сингха (1880—1918) управление государством было реформировано. В 1901 году в городе была средняя школа, «образцовая тюрьма» и две больницы: больница Виктории и больница Зенана. Тем не менее, он все еще был признан одним из самых отсталых районов страны В. П. Меноном, после того как он посетил штат в 1947 году.

## Период после обретения независимости
После обретения Индией независимости в 1947 году Махараджа Рева присоединился к Доминиону Индия. Позднее княжество Рева слилось с Союзом Индии и стал частью Виндхья-Прадеша, который был образован в результате слияния бывших княжеских государств Бубликханд и Бундельханд. Рева служил столицей нового штата.
В 1956 году Виндхья-Прадеш был объединен с другими соседними политическими образованиями, чтобы сформировать Индийский Конституционный штат Мадхья-Прадеш. Дворец Махараджи был превращен в музей.
В феврале 2007 года издательство Oxford University Press опубликовало самую обширную книгу по истории Ревы, Багелкханда, или Логова Тигров, написанную доктором Д. Э. у Бейкером.
Багхели — это местный язык княжества Рева.

## Начало государственности
Предшественник государства Бандхогарх был основан около 1140 года. Вождями Ревы были Багели, происходившие из клана Соланки, который правил Гуджаратом с 10 по 13 век. Говорят, что Вьягра Део, брат правителя Гуджарата, пробрался в Северную Индию примерно в середине XIII века и захватил Форт Марфа, расположенный в 29 км к северо-востоку от Калинджара. Его сын Карандео женился на Калчури (Хайхая) принцессе Мандлы и получил в приданое крепость Бандхогарх, которая вплоть до своего разрушения в 1597 году Акбаром, была столицей рода Багхели. В 1298 году Улуг-хан, действуя по приказу делийского султана Алауддина, изгнал последнего багельского правителя Гуджарата из своей страны, и это, как полагают, вызвало значительную миграцию Багелей в Бандхогарх. До XV века Багхели Бандхогарха занимались расширением своих владений и ускользали от внимания делийских султанов, в 1498—1499 годах Сикандар Лоди потерпел неудачу в своей попытке захватить форт Бандхогарх.

## Список правителей
Ниже приведен список известных правителей Ревы (или ее предшественника государства Бандхогарх), в хронологическом порядке по их правлению. Они приняли титул раджи или, с 1857 года, махараджи.
- Раджа Шактив Део (1495—1500), раджа Бандхогарха
- Раджа Вир Сингх Део (1500—1540), сын предыдущего
- Раджа Вирбхан Сингх (1540—1555), сын предыдущего
- Раджа Рамчандра Сингх (1555—1592), сын предыдущего
- Раджа Дурьодхан Сингх (Бирбхадра Сингх) (1593—1618, низложен), сын предыдущего. Его восшествие на престол вызвало волнения. Акбар вмешался, захватил и разобрал Форт Бандхогарх в 1597 году после восьмимесячной осады.
- Раджа Викрамадитья (1618—1630), сын предыдущего. Он основал город Рева в 1618 году (что, возможно, означает, что он взялся за строительство дворцов и других зданий там, потому что это место уже приобрело значение в 1554 году, когда оно принадлежало Джалал-хану, сыну императора Шер-шаха Сури).
- Раджа Амар Сингх II (1630—1643), дядя предыдущего
- Раджа Ануп Сингх (1643—1660), сын предыдущего
- Раджа Бхао Сингх (1660—1690), старший сын предыдущего. Он дважды женился, но умер бездетным.
- Раджа Анируд Сингх (1690—1700), внук Раджи Ануп Сингха, он был усыновлен и унаследовал своему бездетному дяде, Радже Бхао Сингху.
- Раджа Авадхут Сингх (1700—1755), сын предыдущего. Государство было разграблено Хирде-шахом из княжества Панна около 1731 года, в результате чего Раджа бежал из Пратапгарха в Ауд.
- Раджа Аджит Сингх (1755—1809), сын предыдущего
- Раджа Джай Сингх (род. 1765, правил в 1809—1834 годах), сын предыдущего. В 1812 году отряд пиндари совершил набег на Мирзапур с территории Рева, в связи с чем Джай Сингх был призван присоединиться к договору, признающему защиту британского правительства, и согласился передать все споры с соседними вождями на их арбитраж и разрешить британским войскам находиться на его территории. Скончался 29 октября 1834 года.
- Раджа Вишванат Сингх (1789 — 12 октября 1854), правил в 1834—1854 годах. Старший сын предыдущего.
- Раджа Рагхурадж Сингх Джу Део Бахадур (23 октября 1823 — 5 февраля 1880), раджа (1854—1857), затем первый махараджа Ревы (1857—1880), единственный сын предыдущего. Он помог британцам подавить восстания в соседних районах Мандла и Джабалпур во время мятежа 1857 года. За это верность Сохагпур (Шахдол) и Амаркантак парганы были возвращены под его власть (захваченные Маратхами в начале века), и он стал первым Маджараджей Ревы, правившим до своей смерти 5 февраля 1880 года.
- Махараджа Венкатраман Раманудж Прасад Сингх Джу Део (14 июля 1876 — 31 октября 1918), 2-й махараджа Ревы (5 февраля 1880 — 31 октября 1918), второй сын предыдущего
- Махараджа Гулаб Сингх Джу Део (13 марта 1903 — 13 апреля 1950), третий марараджа Ревы (31 октября 1918 — 7 февраля 1946), второй сын предыдущего. Отрекся от престола в пользу своего сына.
  - Махараджа Саджан Сингх из Ратлама (род. 1880), регент княжества Рева в 1918—1919, 1922—1923 годах.
  - Филип Баннерман Уорбертон (род. 1878), временный управляющий княжества в 1918 году
  - Деван Бахадур Бриджмохан Натх Зутши (род. 1877), регент, председатель Регентского совета (1920—1922)
  - Эллиот Джеймс Доуэлл Колвин (род. 1885), временный управляющий княжества в 1922 году.
- Махараджа Мартанд Сингх Джу Део (15 марта 1923 — 20 ноября 1995), последний махараджа Ревы (7 февраля 1946 — 15 августа 1947), единственный сын предыдущего.

## Титулярные махараджи
- 15 августа 1947 — 20 ноября 1995: Махараджа Мартанд Сингх Джу Део (15 марта 1923 — 20 ноября 1995), последний правящий махараджа Ревы (7 февраля 1946 — 4 апреля 1948), единственный сын Махараджи Гулаба Сингха Джу Део. Носил чин генерал-майора.
- 20 ноября 1995 — настоящее время: Махараджа Пушпрадж Сингх Джу Део Бахадур (род. 3 июля 1960), единственный сын предыдущего.

Вероятным наследником титула является Дивьярадж Сингх Джу Део Сахиб Бахадур (Дивьярадж Сингх Рева) (род. 11 марта 1985), единственный сын предыдущего.